# Філіппо Тальоні
Тальоні Філіппо (італ. Filippo Taglioni, 5 листопада 1777, Мілан — 11 лютого 1871, Комо) — італійський артист балету, педагог, балетмейстер; один з найбільших хореографів епохи романтизму, творець романтичного балету. Представник знаменитої італійської балетної династії, батько балерини Марії Тальоні.

## Біографія

### Артист балету
Філіппо Тальоні народився в Мілані в 1777 році. Він був старшим сином п'ємонтського танцівника та імпресаріо Карло Тальоні та танцівниці Марії Петракки. Свою танцювальну кар'єру він почав в Неаполі, в 1795-1798 роки став першим танцівником в театрах Ліворно, Флоренції, Венеції, Турина і Мілана. У 1799  році він удосконалював свою майстерність у Парижі у Ж. Ф. Кулона, тоді ж дебютував в Академії музики й танцю (Паризька опера) в балеті «Караван».  1802 році був запрошений танцювати  у Стокгольм. У 1802-1805 роках Тальоні був першим танцівником королівської  опери в Стокгольмі, в 1805-1828 роках працював у театрах Відня, Мюнхена, Штутгарта.
9 жовтня 1803 року Філіппо одружився з танцівницею і художницею Софією Едвігою Карстен, дочкою придворного співака Крістофа Крістіана Карстена і співачки Софії Стебновської. 23 квітня 1804 року у них народилася дочка Марія.

### Балетмейстер
З 1805 по 1809 рік працював в Придворному театрі Відня. Поставлений у Відні балет «Атланта і Гиппомен» (1805) став балетмейстерским дебютом танцівника. Поставив також балет «Дансомания» за П'єром Гарделєм, показаний на честь Наполеона. Крім версій балетів Гарделя і Мілона («Ігри Паріса», «Весілля Гамаша», «Східний дивертисмент») ставив і власні вистави («Аталанта і Гиппомен», «Церлино і Горано», «Жвава картина»). З 1809 року працював в Касселі при королівському дворі Вестфалії, (спочатку першим танцівником придворного театру, потім режисером і з 1811 року — балетмейстером), де окрім сценічних версій балетів працював над постановкою балів і маскарадів. 

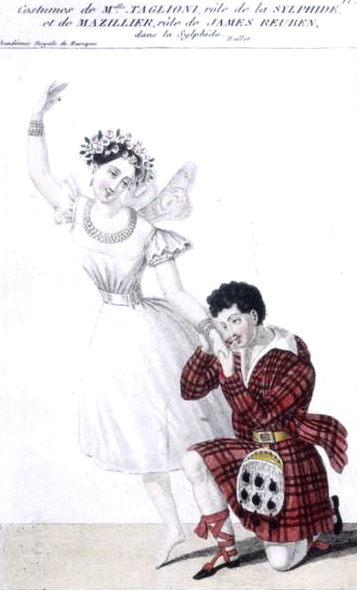
Сильфіда - Марія Тальоні, 1832

 З 1828 року сім'я живе в Парижі.
Значну частину свого життя Філіппо Тальоні присвятив хореографічної освіти та сценічній кар'єрі своєї дочки Марії Тальоні (1804-1884), багато постановок були здійснені в розрахунку на її виняткове обдарування. У 1830-1836 роках Тальоні був балетмейстером Паризької опери, на сцені якої поставив дивертисменти в операх та балети. Згодом Тальоні працював у театрах Швейцарії, Німеччини, Австрії, Італії. В «Ла Скала» поставив спектаклі: «Сатанилла, або Любов і пекло» Ф. Бенуа і Н. Ребера (1842), «Пері» Дж. Паницці (1843).

### «Сильфіда»
Філіппо Тальоні став одним з новаторів хореографічного мистецтва. Він зробив великий внесок в розвиток Балетного романтизму. Його художні принципи романтизму з найбільшою повнотою були втілені в балеті «Сильфіда», що сприяло утвердженню на сцені більш різноманітної тематики, вдосконалення та поглиблення виразних засобів (він вводив жанрово-побутові епізоди, стилізовані народні танці і пантомімічні сцени) і техніки класичного танцю (Тальоні першим застосував танець на пуантах, для створення романтичних образів провів реформу костюму). Створення нового виконавського стилю було невіддільне від реформи балетного спектаклю в цілому, що торкнулася також декораційного оформлення сцени (балетмейстер використовував у виставах польоти, сценічні трюки, перетворення). 
Тальоні був видатним педагогом класичного танцю. Діти Філіппо Тальоні продовжили справу батька. Видатною балериною стала Марія Тальоні. Син Поль (Паоло) Тальоні (1808-1884) як танцівник виступав у багатьох містах Європи, часто з сестрою Марією; ставив балети в Лондоні, Мілані, в 1856-1883 роках був балетмейстером Берлінської опери. Філіппо Тальоні підняв на новий рівень емоційну виразність кордебалетного танцю, надав новий сенс синхронності рухів, широко використовував принцип фуги – коли групи танцівниць одна за одною повторювали і варіювали цикл заданих рухів. Згодом ідеї Тальоні отримали розвиток і у Петіпа, і у Фокіна, і в їхніх послідовників. Народився балетний симфонізм .

У 1840  р. він був запрошений балетмейстером до Варшави. Після 1862 року він залишив педагогічну і сценічну діяльність. Помер   і оселився на озері Комо, в Італії. Помер Філіппо Тальоні 11 лютого 1871 року

## Постанови
Дивертисменти в операх:
- «Бог і баядерка» (1830) Д. Ф. Обер,
- «Густав III, або Бал-маскарад» (1833) Д. Ф. Обер,
- «Роберт-диявол» (1831) Дж. Мейєрбер,
- «Гугеноти» (1836) Дж. Мейєрбер,
- «Жидівка» Ф. Галеві (1835),

Балети:
- «Сильфіда» Жан-Мадлен Шнейцхоффер (Джеймс — Жозеф Мазільє)(1832)
- «Наталі, або Швейцарська молочниця» А. Гировец і М. Е. Караф ді Колобрано(1832),
- «Повстання в сералі» Т. Лабар (1833)
- «Бразилія, або Плем'я жінок» В. Р. Галленберг (1835)
- «Діва Дунаю» (1836).
- Разом з донькою він гастролював у Петербурзі, де поставив спектаклі:
- «Гітана, іспанська циганка» В. Ф. Шмідт і Обер, (1838)
- «Міранда, або корабельну Аварію» на музику Обера і Дж. Россіні (1838)
- «Тінь» Ст. Л. Маурер (1839)
- «Морський розбійник» А. Адан (1840)
- «Аглая, або Вихованка Амура» Келлер, (1841)
- «Герта» і «Дая» Келлер, (1842).
- «Сатанилла, або Любов і пекло» Ф. Бенуа і Н. Ребер (1842)
- «Пері» Дж. Паницці (1843).